# Джим Гарфейн
Джим Гарфейн (англ. Jim Gurfein; нар. 4 січня 1961) — колишній американський тенісист.
Найвищу одиночну позицію світового рейтингу — 96 місце досяг 12 вересня, 1983, парну — 100 місце — 25 червня, 1984 року.
Здобув 1 парний титул.
Найвищим досягненням на турнірах Великого шолома було 2 коло в одиночному розряді.

## Фінали за кар'єру

### Одиночний розряд (1 поразка)
| Результат | W/L | Дата     | Турнір           | Покриття  | Суперник   | Рахунок  |
| --------- | --- | -------- | ---------------- | --------- | ---------- | -------- |
| Поразка   | 0–1 | Лис 1982 | Бангкок, Таїланд | Килим (i) | Майк Бауер | 1–6, 2–6 |

### Парний розряд (1–3)
| Результат | W/L | Дата     | Турнір             | Покриття | Партнер       | Суперники                        | Рахунок  |
| --------- | --- | -------- | ------------------ | -------- | ------------- | -------------------------------- | -------- |
| Поразка   | 0–1 | Вер 1981 | Бордо, Франція     | Ґрунт    | Андерс Яррід  | Андрес Гомес Белус Прахокс       | 5–7, 3–6 |
| Поразка   | 0–2 | Лис 1981 | Маніла, Філіппіни  | Ґрунт    | Дрю Джітлін   | Майк Бауер Джон Бенсон           | 4–6, 4–6 |
| Перемога  | 1–2 | Лют 1982 | Каїр, Єгипет       | Ґрунт    | Дрю Джітлін   | Гайнц Ґюнтгардт Маркус Ґюнтгардт | 6–4, 7–5 |
| Поразка   | 0–3 | Жов 1983 | Барселона, Іспанія | Ґрунт    | Ерік Іскерскі | Андерс Яррід Ганс Сімонссон      | 5–7, 3–6 |